# Тополин, Степан Александрович
Степан Александрович Тополин (1908—1983) — советский хозяйственный, государственный и политический деятель.

## Биография
Родился в 1908 году в Александровске. Член КПСС с 1928 года.
С 1926 года — на хозяйственной, общественной и политической работе. В 1926—1971 гг. — подручный слесаря, помощник машиниста депо Александровск, старший инженер станции Никополь, инженер транспортного отдела, начальник паровозной службы, заместитель начальника, начальник транспортного отдела металлургического комбината «Запорожсталь», заместитель начальника, начальник Управления НКВД Алтайского края, заместитель начальника ГУЛЖДС НКВД СССР, начальник опергруппы НКВД Крымской АССР, начальник Ялтинского отделения НКВД, заместитель наркома внутренних дел Крымской АССР, заместитель начальника УНКВД-УМВД Псковской области, начальник объекта «Синоп», заместитель директора п/я 3393 (Лаборатории измерительных приборов АН СССР), заместитель директора Института атомной энергии.
Умер в Москве в 1993 году.